# Zoltán Lévai
Zoltán Lévai (30 de enero de 1996) es un deportista húngaro que compite en lucha grecorromana.
Ganó una medalla de plata en el Campeonato Mundial de Lucha de 2022 y dos medallas en el Campeonato Europeo de Lucha, en los años 2020 y 2023.

## Palmarés internacional
| Campeonato Mundial | Campeonato Mundial | Campeonato Mundial | Campeonato Mundial |
| Año                | Lugar              | Medalla            | Categoría          |
| ------------------ | ------------------ | ------------------ | ------------------ |
| 2022               | Belgrado (Serbia)  | Medalla de plata   | 77 kg              |
| Campeonato Europeo |                    |                    |                    |
| Año                | Lugar              | Medalla            | Categoría          |
| 2020               | Roma (Italia)      | Medalla de plata   | 77 kg              |
| 2023               | Zagreb (Croacia)   | Medalla de bronce  | 77 kg              |